# Hans Christen (Künstler)
Hans Christen (* 5. August 1929 in Sulz; † 12. Juli 1994 in Basel) war ein Schweizer Plastiker, Maler und Zeichner.

## Leben und Werk
Hans Christen war ein Sohn des Theodor Christen (1887–1971) und der Anna, geborene Abt (1885–1960). Er schuf u. a. Werke im öffentlichen Raum, darunter auch Brunnen und Eisenplastiken. Zudem schuf er für die Bruder-Klaus-Kirche in Basel einen Teil der Innenausstattung. Einige seiner Werke entstanden im Auftrag des Kunstkredits Basel-Stadt. Christen erhielt 1953, 1954 und 1964 ein Eidgenössisches Kunststipendium sowie 1958 ein Stipendium der Kiefer Hablitzel Stiftung.

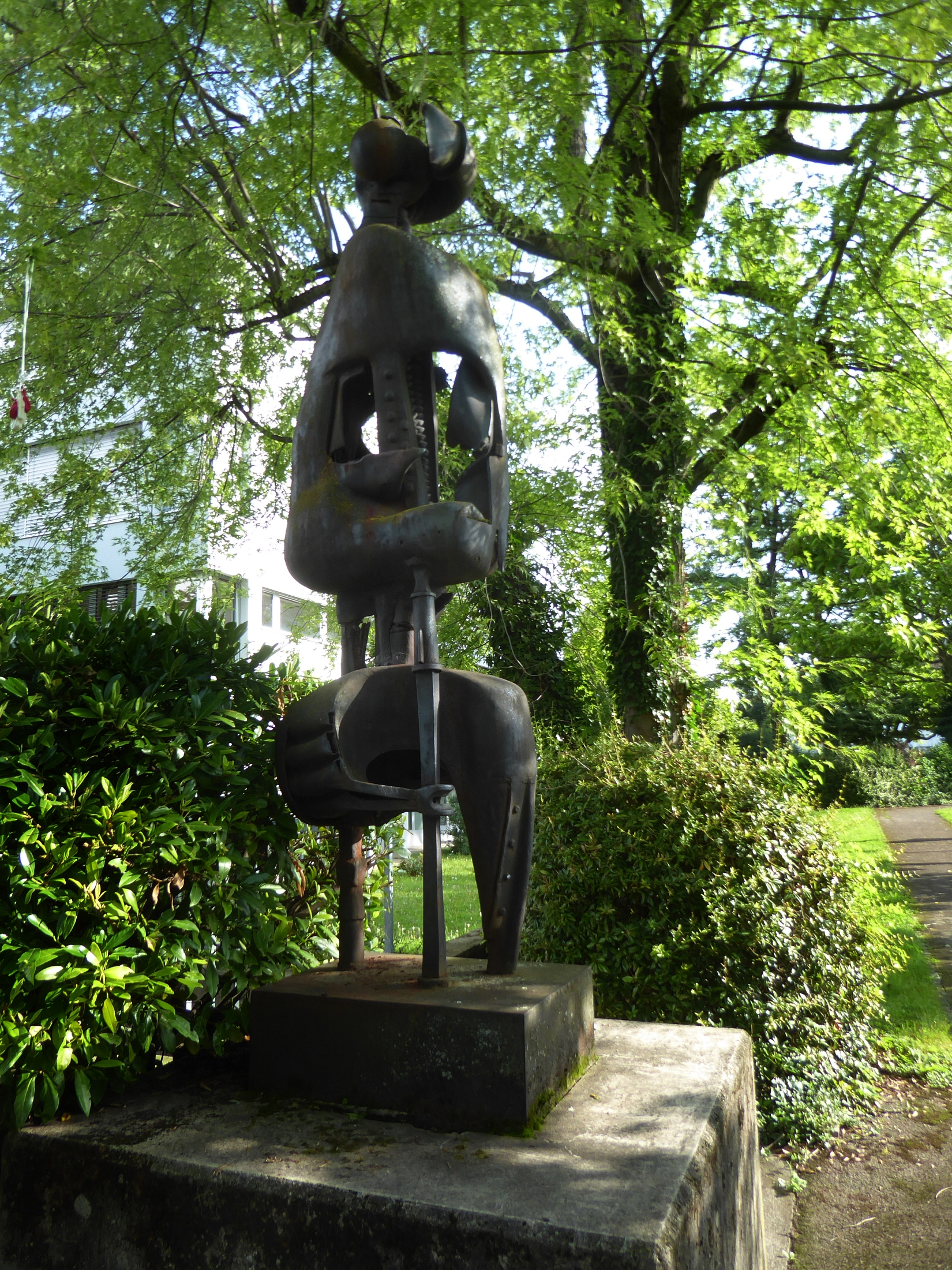
Sekundarschule Hinterzweien, Muttenz
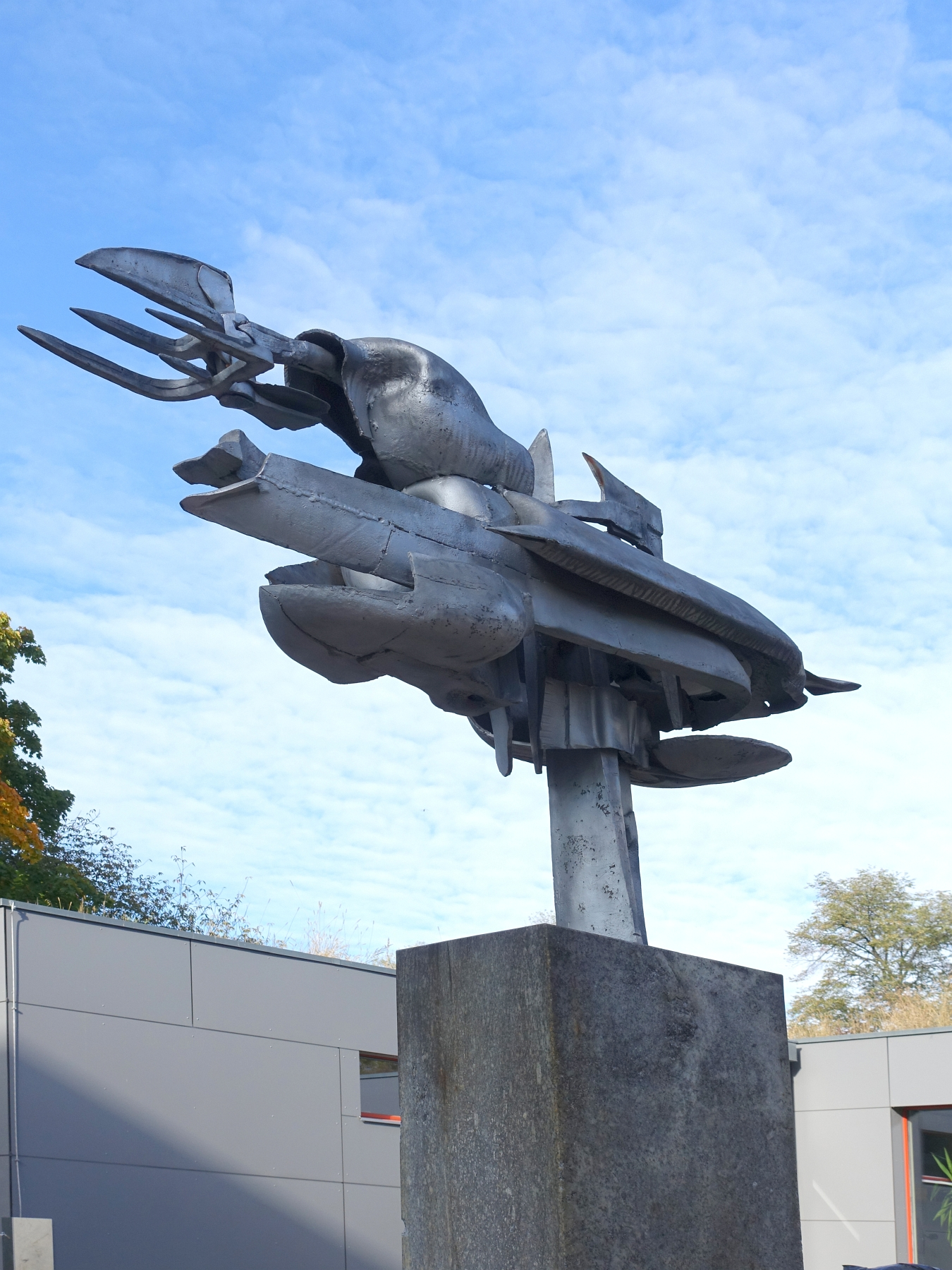
Golem. Wasgenring-Schulhaus, Basel; 1966.
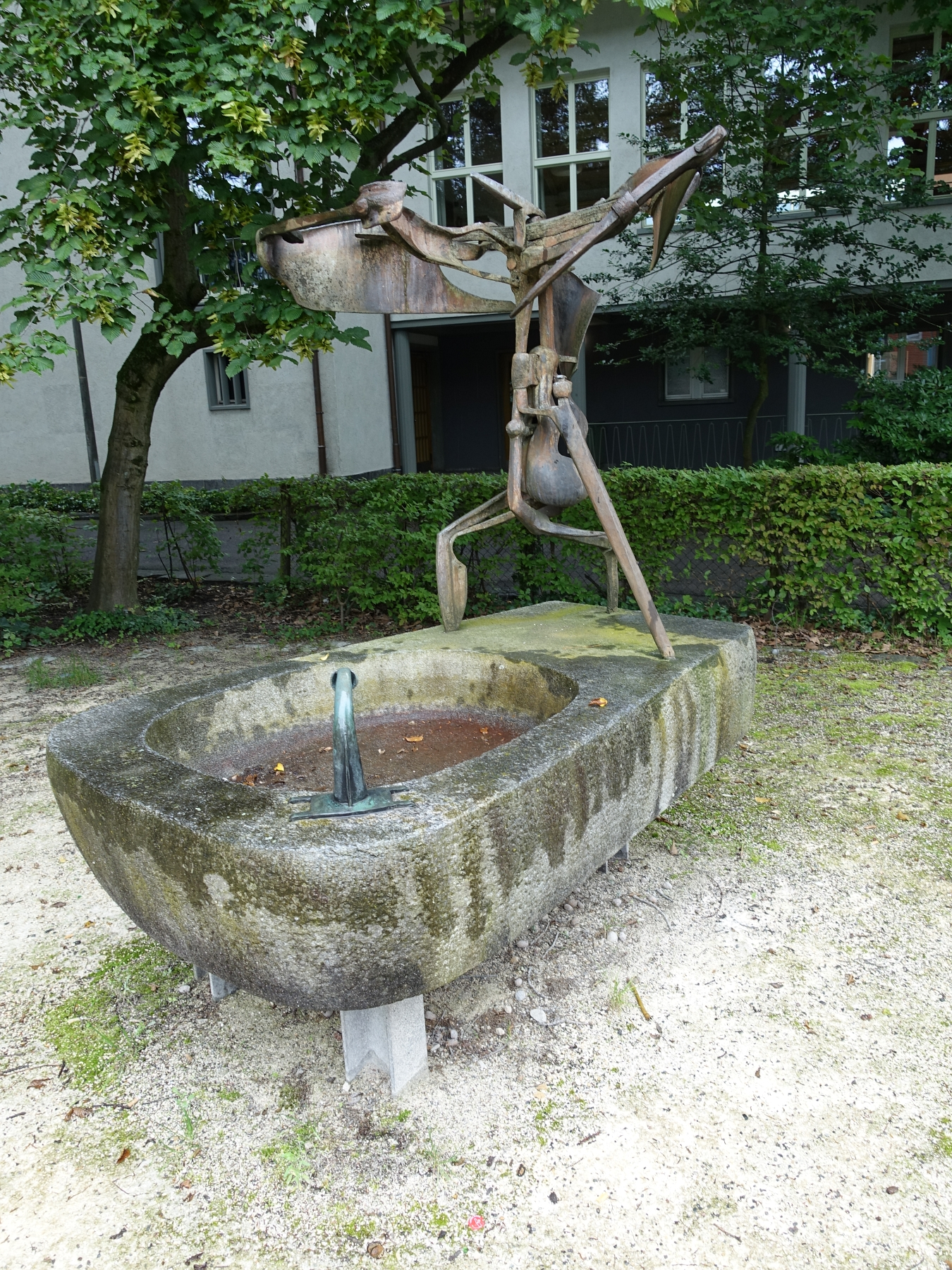
Kinderschreck (Hurlberlu). Sandgruben-Schulhaus, Basel; 1957.